# Walter Acevedo
Walter Aníbal Acevedo (San Justo, 16 febbraio 1986) è un ex calciatore argentino, di ruolo centrocampista.

## Caratteristiche tecniche
È un esterno di sinistra.

## Carriera

### Club
Cresciuto nel Club Atlético San Lorenzo de Almagro, club del quale è tifoso, passò al FC Metalist Kharkiv, in Ucraina,, non avendo spazio in squadra con l'allenatore Miguel Ángel Russo.

### Nazionale
Dopo aver fatto parte della squadra che arrivò al terzo posto nel Mondiale Under-17, fu convocato in Nazionale maggiore da Diego Maradona per giocare la partita contro la Giamaica del 10 febbraio 2010 (vittoria per 2-1), incontro in cui ha debuttato.